# Aluniș (okręg Sălaj)
Aluniș – wieś w Rumunii, w okręgu Sălaj, w gminie Benesat. W 2011 roku liczyła 601 mieszkańców.